# جون ماني
كان جون ويليام ماني (8 يوليو 1921 - 7 يوليو 2006)  (بالإنجليزية: John Money) عالمًا نفسيًا نيوزيلنديًا أمريكيًا وعالمًا في علم الجنس وأستاذًا في جامعة جون هوبكنز معروفًا بأبحاثه حول السلوك الجنسي البشري والجنس.
منذ تسعينيات القرن العشرين، خضعت أعمال ماني وأبحاثه لتدقيق أكاديمي وعام كبير. انتقدت دراسة أكاديمية أجريت عام 1997 عمل ماني في العديد من النواحي، لا سيما فيما يتعلق بتغيير الجنس غير الطوعي للطفل ديفيد رايمر، واعتداء ماني الجنسي على رايمر وشقيقه التوأم عندما كانا طفلين. أجبر ماني  الأخوين على أداء بروفة جنسية مع بعضهما البعض، ثم قام موني بتصويرها. عاش ديفيد رايمر حياة مضطربة، وانتحر في النهاية عندما كان عمره 38 عامًا؛ توفي شقيقه بسبب جرعة زائدة عن عمر يناهز 36 عامًا.
طور ماني سلسلة من النظريات الفاشلة المتعلقة بمتلازمة جاكوب. متلازمة جاكوب هي حالة كروموسومية يولد فيها الفرد مع الكروموسومات الجنسية XYY. تعتبر متلازمة جاكوب اليوم ذات تأثيرات خفيفة بين الحالات المرتبطة بالكروموسومات الجنسية، ولا تسبب أي اختلافات كبيرة في النمو. وكان يُعتقد خطأً أنه يسبب مشاكل نمو حادة. حاول جون ماني دون جدوى علاج الأولاد والرجال XYY (الذين تتراوح أعمارهم بين 15 إلى 37 عامًا) الذين لديهم تاريخ من المشاكل السلوكية أو التعليمية عن طريق الإخصاء الكيميائي باستخدام جرعة عالية من Depo-Provera. فشلت الدراسة: عانى العديد من المشاركين من زيادة الوزن وانتحر بعضهم، وكثيرًا ما يُشار إلى هذه الحالة على أنها انتهاك للأخلاقيات العلمية.
توفي في 7 يوليو 2006 في توسون في الولايات المتحدة بسبب مرض باركنسون.

## الجدالات

### إدخال جانيت فريم إلى المستشفى
حضرت المؤلفة جانيت فريم بعض فصول ماني في جامعة أوتاجو، كجزء من تدريب المعلمين. كانت فريم منجذبة إلى ماني، وكانت حريصة على إرضائه. في أكتوبر 1945، بعد أن كتبت فريم مقالًا تشير فيه إلى أفكارها حول الانتحار، أقنع ماني فريم بدخول جناح الطب النفسي في مستشفى دنيدن العام ، حيث تم تشخيصها بشكل خاطئ على أنها تعاني من الفصام. ثم أمضت فريم ثماني سنوات في مؤسسات الطب النفسي، تعرضت خلالها للصدمات الكهربائية والعلاج بصدمة الأنسولين. نجت بصعوبة من إجراء عملية دقيقة في الفصوص. في سيرة فريم الذاتية، "ملاك على طاولتي"، يُشار إلى ماني باسم جون فورست.

### إعادة تحديد الجنس لديفيد رايمر
```
المقال الرئيسي: 
ديفيد رايمر
```

خلال حياته المهنية، كان ماني يحظى بالاحترام باعتباره خبيرًا في السلوك الجنسي، وكان معروفًا بشكل خاص بآرائه القائلة بأن الجنس مكتسب وليس فطريًا. ومع ذلك، تم الكشف لاحقًا أن قضيته الأكثر شهرة لديفيد رايمر، المولود بروس رايمر، كانت مليئة بالنقائص والعيوب في الأساس. في عام 1966، أدت عملية ختان فاشلة إلى ترك رايمر البالغ من العمر ثمانية أشهر بدون قضيب. أقنع ماني والدي الطفل بأن جراحة تغيير الجنس ستكون في مصلحة رايمر. في عمر 22 شهرًا، خضع رايمر لعملية استئصال الخصية، حيث تمت إزالة خصيتيه جراحيًا. تم إعادة تعيينه ليتم تربيته كأنثى وتغير اسمه من بروس إلى بريندا. وأوصى ماني أيضًا بالعلاج الهرموني، وهو ما وافق عليه الوالدان. ثم أوصى ماني بإجراء عملية جراحية لإنشاء مهبل اصطناعي، وهو ما رفضه الوالدان. نشر ماني عددًا من الأوراق التي أبلغت عن نجاح إعادة التعيين. نشأ ديفيد رايمر في ظل "النموذج الأمثل للتربية الجنسية" والذي كان النموذج الشائع للجنس والتنشئة الاجتماعية/العلاج الطبي بين الجنسين للشباب ثنائيي الجنس. تم انتقاد النموذج بشدة لكونه متحيزًا جنسيًا.
وفقًا لسيرة جون كولابينتو لديفيد رايمر، بدءًا من عندما كان رايمر وتوأمه بريان في السادسة من العمر، أراهما موني موادًا إباحية وأجبرهما على التدرب على الأفعال الجنسية. أمر ماني ديفيد بالنزول على أربع وأجبر بريان إلى "الوقوف خلفه ووضع المنشعب على مؤخرة أخيه". كما أجبر ماني رايمر، في وضع جنسي آخر، على "فتح ساقيه" مع وجود برايان في الأعلى. وفي "مناسبة واحدة على الأقل" التقط ماني صورة للطفلين أثناء قيامهما بهذه الأفعال.
عندما رفض أي الطفلين أوامر ماني، كان ماني يغضب. يتذكر كل من رايمر وبريان أن ماني كان لطيفًا مع والديهما، ولكنه كان سيئ المزاج عندما كان بمفرده معهما. كما أجبر ماني الطفلين على خلع ملابسهما لإجراء "فحوصات الأعضاء التناسلية". عندما رفض الطفلان فحص الأعضاء التناسلية لبعضهما البعض، أصبح ماني عدوانيًا للغاية. يقول رايمر: "لقد طلب مني أن أخلع ملابسي، لكنني لم أفعل ذلك. وقفت هناك فحسب. وصرخ: "الآن!" "بصوت أعلى من ذلك. اعتقدت أنه سيضربني. فخلعت ملابسي ووقفت هناك أرتعش".
كان الأساس لمعاملة ماني للأطفال هو زعمه بأن "اللعب التدريبي الجنسي في مرحلة الطفولة" "في حركات الدفع والجماع" كان مهمًا لـ "الهوية الجنسية للبالغين الأصحاء".
أصيب كل من ديفيد وبريان بصدمة نفسية بسبب ما سمي "العلاج" ، حيث كان برايان  يتحدث عنه "فقط في حالة اضطراب عاطفي كبير"، ولم يرغب ديفيد في التحدث عن التفاصيل علنًا. عندما كان عمر ديفيد 14 عامًا وفي معاناة نفسية شديدة، أخبره والده بالحقيقة أخيرًا. اختار أن يطلق على نفسه اسم ديفيد، وخضع لعمليات جراحية لطمس التعديلات الجسدية الأنثوية.
على الرغم من الألم والاضطراب اللذين عاشهما الأخوان، على مدى عقود، ذكر ماني التقدم الذي أحرزه رايمر باسم "قضية جون/جوان"، واصفا التطور الأنثوي الناجح لرايمر واستخدم هذه الحالة لدعم جدوى إعادة تحديد الجنس وإعادة البناء الجراحي حتى في الحالات غير المرضية.
بحلول الوقت الذي تم فيه اكتشاف هذا الخداع، أصبحت فكرة الهوية الجنسية المبنية اجتماعيًا والتدخلات الطبية للأطفال ثنائيي الجنس هي المعيار الطبي والاجتماعي المقبول.
حظيت قضية ديفيد رايمر باهتمام دولي في عام 1997 عندما روى قصته لميلتون دايموند، عالم الجنس الأكاديمي، الذي أقنع رايمر بالسماح له بالإبلاغ عن النتيجة من أجل ثني الأطباء عن علاج الأطفال الآخرين بالمثل . بعد فترة وجيزة، أعلن رايمر قصته علنًا، ونشر جون كولابنتو مقالًا مؤثرًا ومنتشر على نطاق واسع في مجلة رولينج ستون في ديسمبر 1997. تم توسيع هذا لاحقًا إلى السيرة الذاتية الأكثر مبيعًا في نيويورك تايمز "كما صنعته الطبيعة: الصبي الذي نشأ كفتاة" (2000) ، حيث وصف كولابينتو كيف - على عكس تقارير ماني - عندما عاش رايمر على أساس أنه بريندا، يكن يحس بأنه فتاة. لقد تم نبذه وتخويفه من قبل أقرانه (الذين أطلقوا عليه لقب "امرأة الكهف") ، ولم تجعله الفساتين المكشكشة ولا الهرمونات الأنثوية يشعر بالأنوثة.
في يوليو 2002، تم العثور على بريان ميتًا بسبب جرعة زائدة من مضادات الاكتئاب. في مايو 2004، انتحر ديفيد بإطلاق النار على رأسه ببندقية عن عمر يناهز 38 عامًا. وبحسب والدته، "لقد أصيب مؤخرًا بالاكتئاب بعد أن فقد وظيفته وانفصل عن زوجته".
زعم ماني بأن استجابة وسائل الإعلام لتقرير دايموند كانت بسبب تحيز وسائل الإعلام اليمينية و"الحركة المناهضة للنسوية". وقال إن منتقديه يعتقدون أن "الذكورة والأنوثة مدمجان في الجينات لذا يجب على النساء العودة إلى الفراش والمطبخ". ومع ذلك، انتقد نشطاء ثنائيي الجنس أيضًا ماني، مشيرين إلى أن الفشل غير المُعلن عنه أدى إلى إعادة التعيين الجراحي لآلاف الرضع كمسألة سياسية. قال زملاؤه إن القضية اشعرت ماني بالإحراج ، كان يرفض مناقشتها كقاعدة عامة.
كتبت الباحثة ماري آن كيس أن ماني قدم "ادعاءات خادعة ومضللة حول مرونة الجنس لدى بعض المرضى الذين خضعوا قسريًا لجراحة تغيير الجنس" وأن هذا غذى الحركة المناهضة للجنس .

## وصلات خارجية
- جون ماني على موقع IMDb (الإنجليزية)